# 13753 Jennivirta
13753 Jennivirta è un asteroide della fascia principale. Scoperto nel 1998, presenta un'orbita caratterizzata da un semiasse maggiore pari a 3,1610001 UA e da un'eccentricità di 0,1465146, inclinata di 6,08918° rispetto all'eclittica.
Prende nome da Jenni V. Virtanen, astronoma all'Università di Helsinki.